# Chaguinha
Bruno Rocha Fraga (Fortaleza, Brasil, 25 de julio de 1988) es un jugador de fútbol sala brasileño con nacionalidad georgiana que juega como ala en el Inter Movistar de la Primera División de fútbol sala y en la selección georgiana.

## Trayectoria
Tras formarse en el Crateús Esporte Clube, en 2009 llega a España para jugar en el Punctum Millenium Pinto de la LNFS. En las temporadas siguiente formaría parte del Benicarló y del Lobelle Santiago.
En 2012, se marcha a Italia para jugar durante dos temporadas en el Pescara Calcio a 5.
En 2014, firma por el SL Benfica en el que jugó 7 temporadas con el que ganó dos Ligas, dos Copas y dos Supercopas portuguesas.
En la temporada 2020-21, regresa a España para jugar en el Real Betis Futsal de la Primera División de fútbol sala.
El 18 de agosto de 2021, firma por el Palma Futsal de la Primera División de fútbol sala.

## Palmarés
- 2 x Liga de Campeones de la UEFA (2023, 2024)
- 2 x Ligas portuguesas (2015, 2019)
- 2 x Copas portuguesas (2015, 2017)
- 3 x Taças de Liga portuguesa (2018, 2019, 2020)
- 2 x Supercopas portuguesas (2015, 2016)